# ریچارد هچ
ریچارد هچ (انگلیسی: Richard Hatch; ۲۱ مهٔ ۱۹۴۵ – ۷ فوریهٔ ۲۰۱۷) بازیگر تلویزیون، تئاتر، فیلم‌نامه‌نویس، تهیه‌کننده و کارگردان اهل ایالات متحده آمریکا بود. وی بین سال‌های ۱۹۷۰ تا ۲۰۱۷ میلادی فعالیت می‌کرد.
از فیلم‌ها یا برنامه‌های تلویزیونی که وی در آن نقش داشته‌است می‌توان به خانواده والتون،  ناوبر فضایی گالاکتیکا، دودمان، چارلی چان و نفرین ملکه اژدها اشاره کرد.